# 리처드 파워스

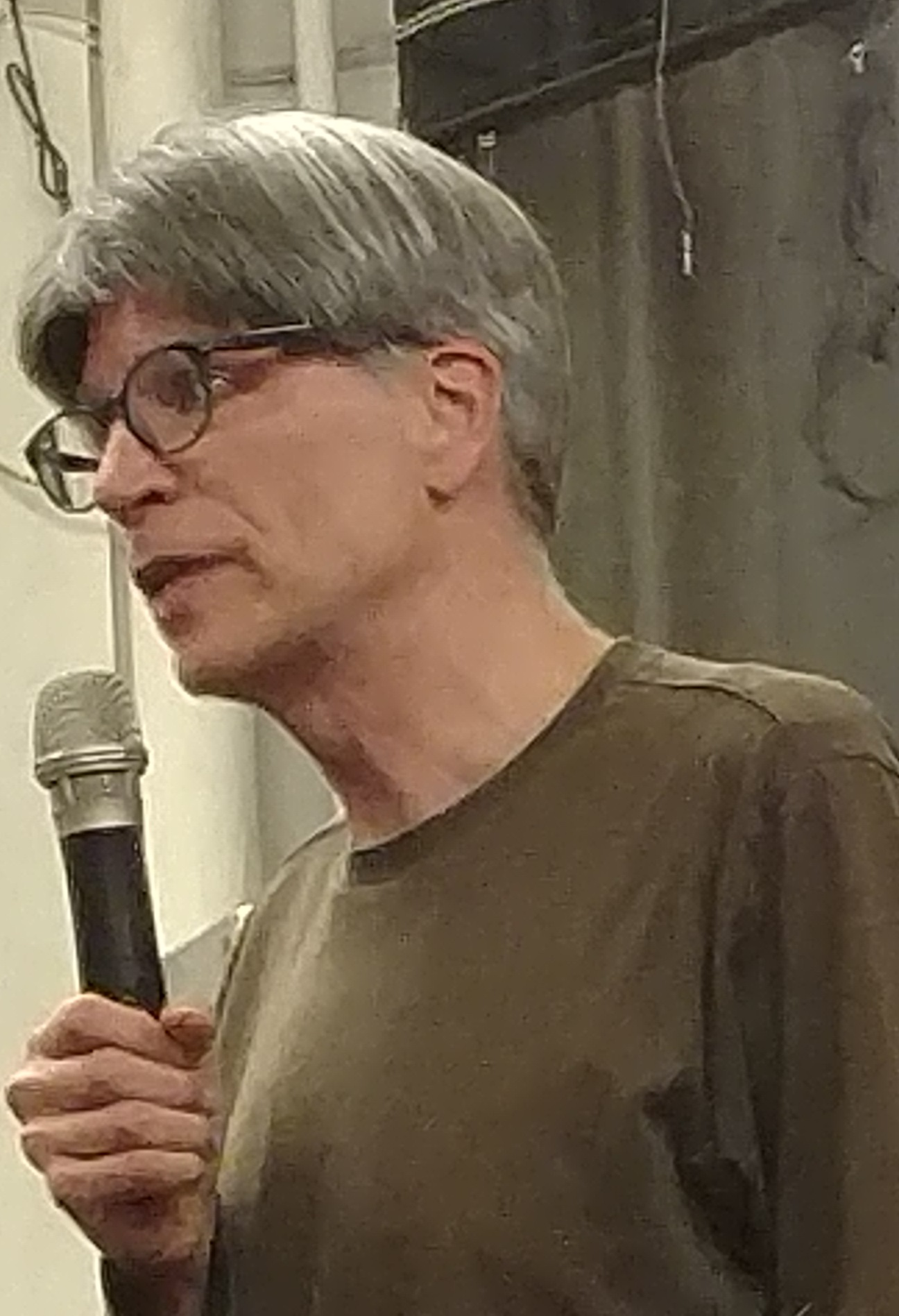

리처드 파워스(Richard Powers, 1957년 6월 18일 ~ )는 미국의 작가이다.